# Стоянов, Александр Васильевич
Алекса́ндр Васи́льевич Стоя́нов (12 февраля 1918, Шестопаловка, Казангуловская волость, Белебеевский уезд, Уфимская губерния, РСФСР — 19 июня 1971, Шестопаловка, Давлекановский район, Башкирская АССР, РСФСР, СССР) — тракторист, бригадир полеводческой бригады в колхозе «Первое Мая» Давлекановского района Башкирской АССР. Герой Социалистического Труда (1948). Участник Великой Отечественной войны.

## Биография
Александр Васильевич Стоянов родился 30 августа 1918 года в деревне Шестопаловка Давлекановского района БАССР.
Образование - начальное.
Трудовую деятельность начал в 1934 году после окончания школы механизаторов Асылыкульской МТС трактористом колхоза «Первое Мая». В 1938 году призван в ряды Красной Армии. Участвовал в Великой Отечественной войне 1941—1945 годов. После демобилизации в 1946 году работал трактористом, бригадиром полеводческой бригады в колхозе «Первое Мая».
Самый высокий урожай пшеницы в Давлекановском районе бригада А. В. Стоянова получила в 1947 году. С площади 360 гектаров было получено по 16 и более центнеров пшеницы с гектара, а урожайность отдельных полей превышала 30 центнеров. Высокий урожай дал возможность колхозу выполнить план хлебосдачи - сверх задания в закрома государства было засыпано 3 000 пудов пшеницы. Благодаря высокой урожайности, на каждый трудодень колхозники получили по килограмму ржи, по 4,5 килограмма пшеницы, по 300 грамм проса и по 200 грамм подсолнечника. Всего члены бригады получили по 6 килограммов хлеба на трудодень, включая дополнительную оплату.
За высокие производственные показатели в сельскохозяйственной отрасли, получение с каждого гектара по 31,86 центнера урожая пшеницы на площади 28,1 гектара Указом Президиума Верховного Совета СССР от 2 апреля 1948 года А. В. Стоянову присвоено звание Героя Социалистического Труда.
До ухода на пенсию в 1970 году работал председателем Купояровского сельского Совета, конюхом в колхозе «Россия» Давлекановского района.
Стоянов Александр Васильевич умер 19 июня 1971 года.

## Награды
- Герой Социалистического Труда (1948)
- Награждён  орденом Ленина